# چارلز دموث
چارلز دموث (انگلیسی: Charles Demuth; ۸ نوامبر ۱۸۸۳ – ۲۳ اکتبر ۱۹۳۵) نقاش آمریکایی است. او ابتدا آبرنگ و در انتهای دوره کاری‌اش، رنگ روغن می‌کشید. او در نقاشی، روشی را توسعه داد که امروزه راست‌خط‌کاری خوانده می‌شود. از آثار مشهور او می‌توان به پنج طلایی (۱۹۲۸) اشاره کرد.

## نگارخانه

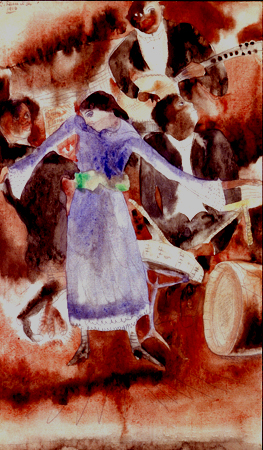
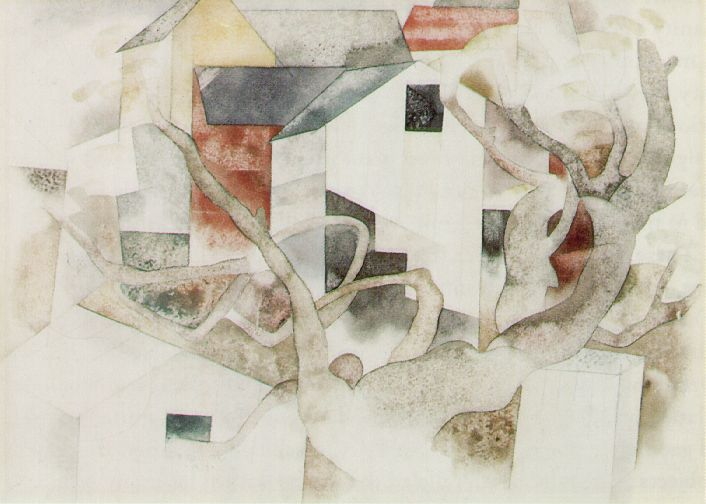
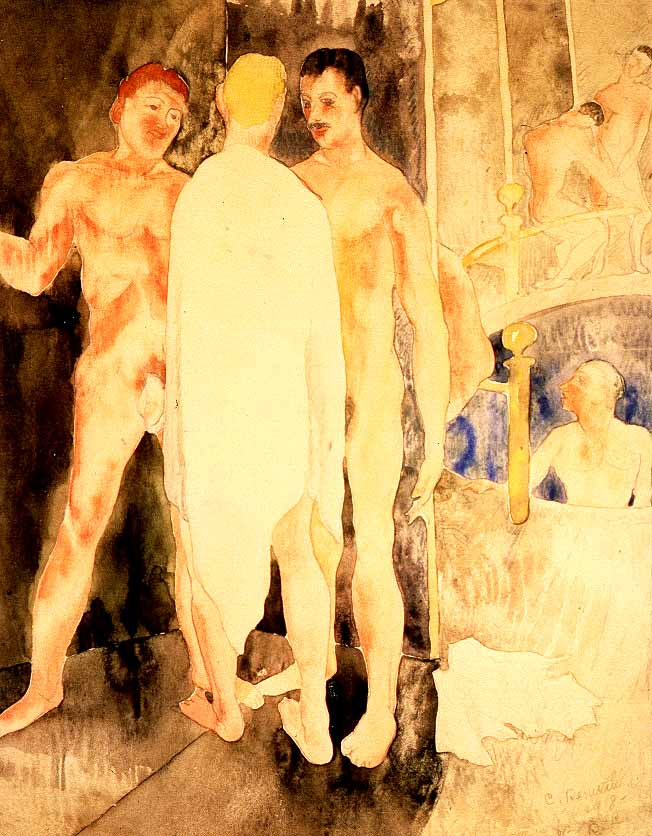
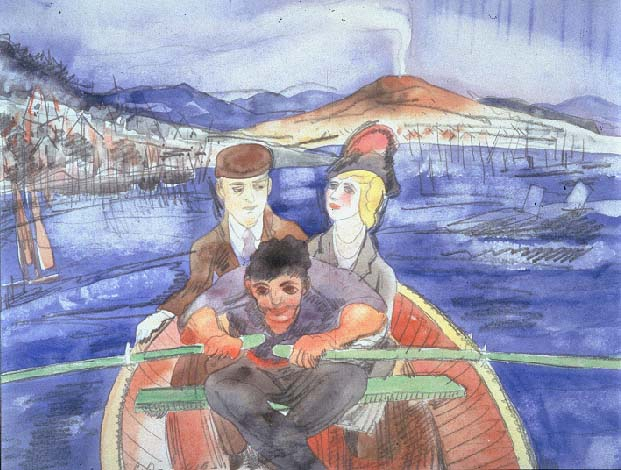
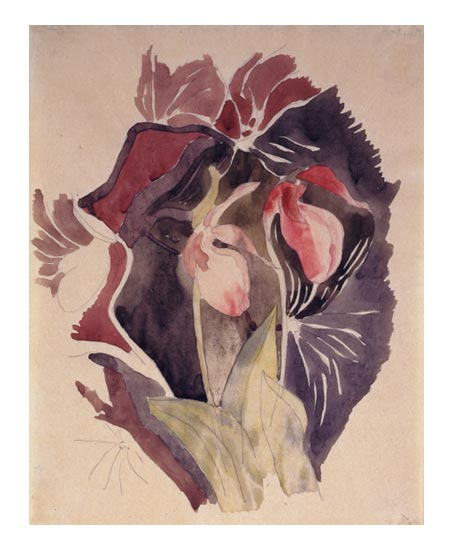
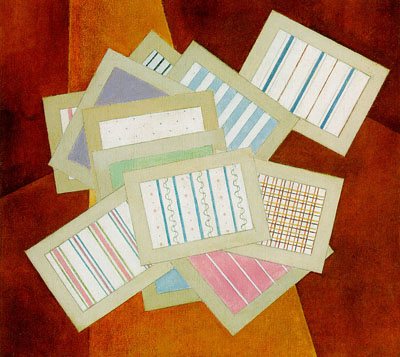
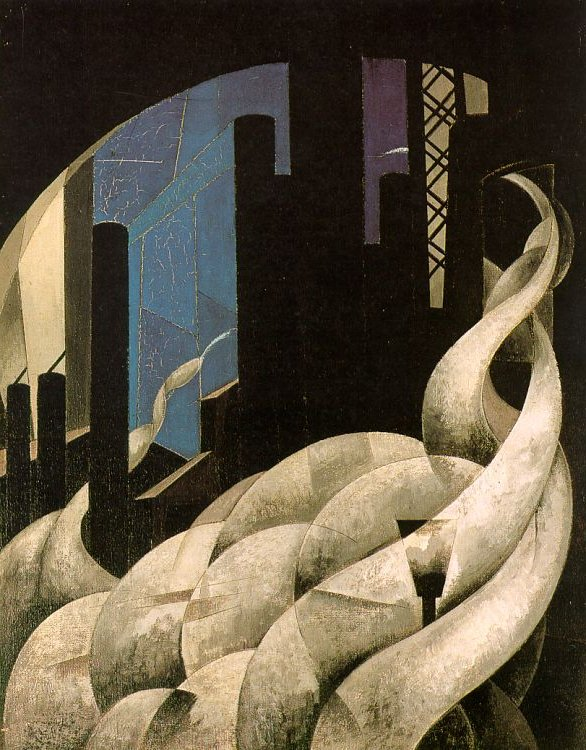
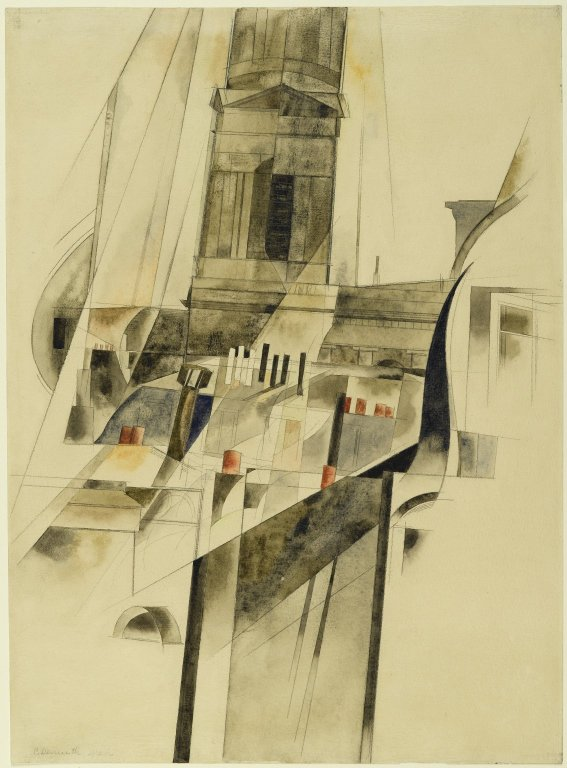
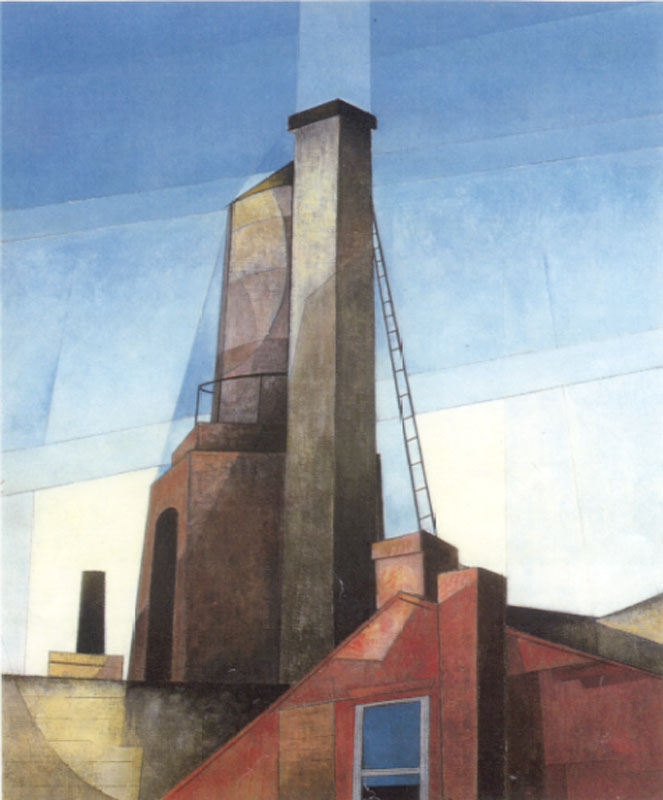
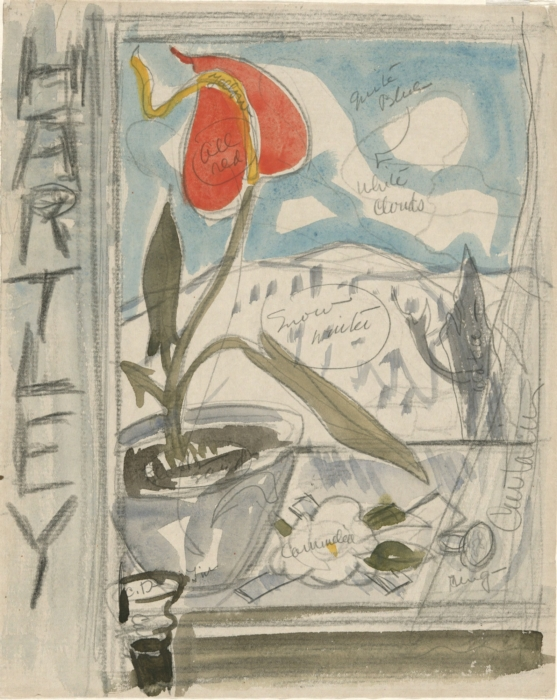
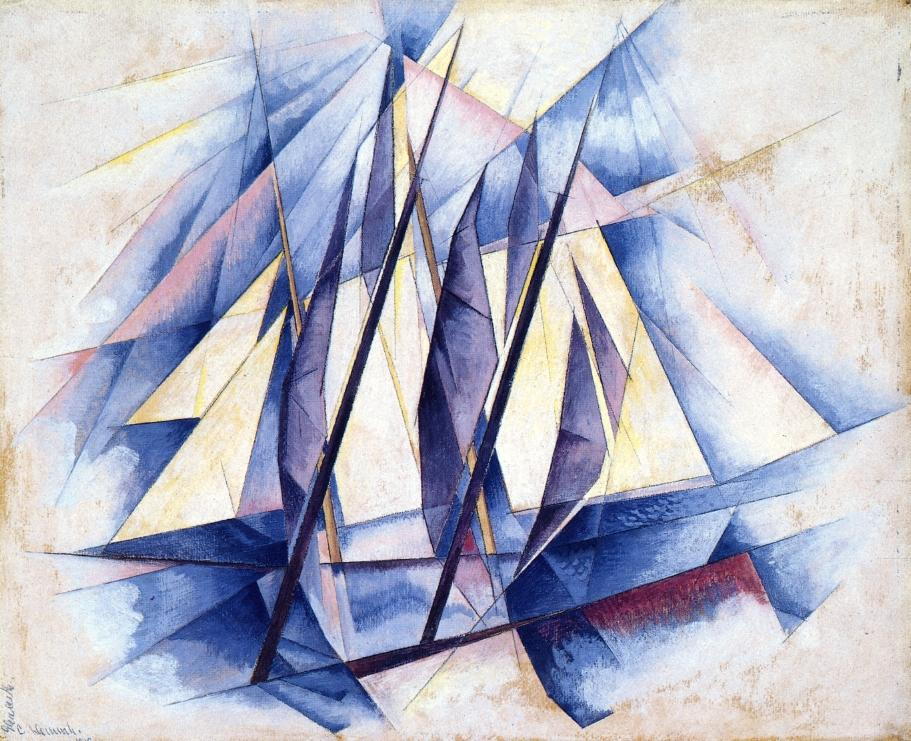
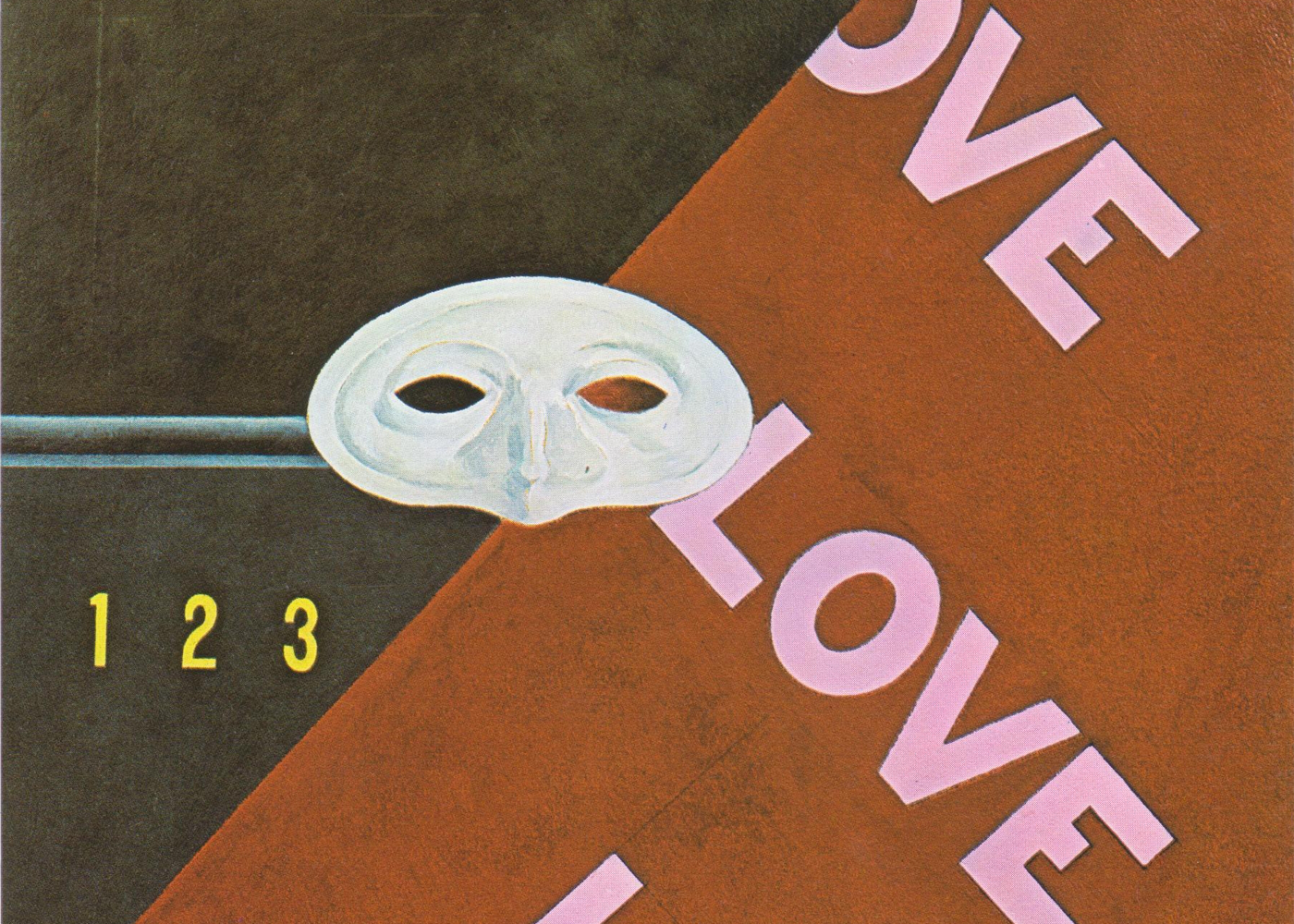